# Николайчук Микола Іванович
Микола Николайчук (18 грудня 1889, Надвірна, Надвірнянський повіт, Станіславівський округ, Королівство Галичини та Володимирії, Австро-Угорщина —квітень 1940, Биківня, УРСР) — український громадсько-культурний діяч, адвокат у м. Надвірна, фундатор читальні, футбольного клубу «Бескид», хору та Пласту.

## Біографія
Народився 18 грудня 1889 року в м. Надвірна в родині Івана Николайчука та Марії Полатайко. До 1908 року навчався у Коломийській гімназії.  Протягом 1908—1912 років навчався на юридичному факультеті Львівського університету, де вивчав предмет «Вибрані питання з історії Східної Європи» Михайла Грушевського.
Під час Першої світової війни мобілізований до австро-угорської армії, служив обозним старшиною в кінноті на фронті і отримав звання поручника.З листопада 1918 року зголосився до лав УГА. Протягом січня – червня 1919 р. - обозний референт для фронтових частин НКГА, впровадив в армії дієву систему обозництва. Після переходу за р. Збруч служив у Команді етапу армії; тричі перехворів на тиф. Побував у польському полоні.  Після польсько-української війни перебрався до Львова, де працював у адвокатській канцелярії. 
У 1924р. відкрив власну канцелярію в Надвірній. Один з організаторів україської громадсько – політичної і культурно – просвітницького життя в місті й повіті, очолював повітові НК (від 1926), делегат з'їздів УНДО, був обраний радним міста (1927, 1933). . У середині 20-х років разом із Дмитром  Цимбрівським та Романом Борусевичем очолили Надвірнянську організацію УВО, а в 30-х роках був головою «Просвіти». Неодноразово переслідувався польською владою.
22 жовтня 1939 року заарештований співробітниками НКВС.  Розстріляний у Лук'янівській в'язниці у Києві, а тіло поховане у Биківні  згідно із секретною постановою Політбюро ЦК ВКП(б) від 5 березня 1940 року  Дружину, доньку та сина вислали в Казахстан. 

## Громадська діяльність
- 1912—1913 pp. Юрій Срібний та Микола Николайчук, суддя Гордійчук, Лилик організували гімназійні курси. Учні курсів успішно складали іспити в гімназії в Городенці [8].
- керував одним з хорів, що діяі при читальнях «Просвіта» [9]. Щороку він представляв коляду «Вифлеємська ніч» та п'єсу «Ой не ходи, Грицю» та інші. Виступав 18 березня 1934 року на заходах до 120-ї річниці від дня народження Тараса Шевченка.
- На святі товариство «Луг» підготувало програму, яку курували адвокати Николайчук та Банах[9].
- Фінансували діяльність українського клубу "Бескид" Дмитро Селепей, Володимир Трутяк, Ярослав Кучерський, Михайло Дем'янчук, Михайло Гринішак та Микола Николайчук
- За сприяння Дмитра Попадинця було створено мішаний курінь короля Данила, опікунами якого були адвокат Микола Николайчук, Юрій Цебрівський і Роман Збудовський. За спогадами Попадинця, «під час свята Івана Купала або Петра й Павла сестри Стефа та Галя Петровські з Цуцилова прибули до табору на ватру зі своїми двома гуртками пізнього вечора. Там, у Цуцилові, вони підготовляли організацію самостійного куреня. За цю прогульку, а особливо за ватру „вогонь в лісі та ще й ніччю“, я мав адміністративне переслухання в старостві на донесення поліції, але за виясненням М. Николайчука мене виправдано…»[10].

## Політична кар'єра
У Надвірній протягом 1925—1939 років діяло Українське національно-демократичне об'єднання. Під час передвиборчої кампанії збиралися повітові з'їзди. Активним учасником цього руху  був  Микола Николайчук, який балотувався до сойму від 11 блоку 53 виборчого округу, до якого входили такі населені пункти: Станіславів, Товмач, Богородчани, Надвірна, Коломия, Городенка, Снятин, Косів, Печеніжин. У березні 1929 р. його було обрано до нового складу Центрального комітету, до якого він увійшов за номером 23, а вже у квітні комітет знову переобрано і до нього ввійшли Николайчук і Біляк.
12 серпня 1928 року відбулося народне віче для села Гаврилівка та сіл, які його оточують. На з'їзд прибув голова місцевого осередку Николайчук, був присутній представник Української Парламентарної Репрезентації Юрко Андрусяк. З'їзд у Парище тривав 2 години під патронатом о. Антіна Сірецького, громадськість знайомилася із кандидатом у депутати Степаном Біляком.
7 жовтня 1934 року відбулася передвиборча нарада. Доповідали на ній д-р Николайчук про самоуправний закон, д-р Сяноцький про виборчий регулямін (правила) та Юра Чукур про виборчу організацію. 27 січня 1935 року збирається Повітовий комітет УНДО в Надвірній у справах волосних рад. Про потребу утворення волосних рад доповідав Николайчук. Перед виборами в березні 1935 року він  провів з'їзд у Надвірній, на якому були присутні представники волосних рад, тут доповідалося про виборчі правила. Самі вибори відбулися 14–17 березня 1935 року.

## Особисте життя
Був одружений на дочці греко-католицького священика  Любомира — Костянтина Заріцького з Войнилова — Галині. У шлюбі народилося двоє дітей: донька Аріадна (9 лютого 1926 — 8 серпня 2023) та син Олег (28 жовтня 1928-?). З родиною проживав на вулиці Міцкевича, 5. Після приходу більшовиків 22 жовтня 1939 року було арештовано Миколу Николайчука. Будинок конфісковано А його дружину, доньку та сина депортували в Казахстан. Повернулися 22 травня 1946 року до України і оселилися в Рогатині.
- Донька Аріадна  після завершення школи навчалася заочно в Львівському політехнічному інституті. Після закінчення другого курсу в липні 1950 року її знову заарештували. Спершу перебувала у Львівській тюрмі, згодом була у Золочеві, а потім завезли на 10 років у Тайшерський табір. 1956 року була реабілітована і приїхала до Калуша, а звідси — пішла до сестер у Войнилів, де і залишилася. Прийняла монаший постриг і взяла ім'я Василія[7].
- Син Олег після повернення вступив до УПА. Загинув у бою з НКВС під Галичем[12].
- Сестра  Катерина (1894—1974)  була завідувачкою школи у с. Фитькові. Похована на новому цвинтарі в Надвірній[13].

## Вілла Николайчука
Це один із зразків сецесійного будівництва регіону. Архітектурні деталі, декор входять до універсальних засобів стилю сецесії, зміст яких — у стилізації рослинних та тваринних мотивів, у використанні символічних масок — оберегів фантастичних істот та химер. На цей момент будівля потребує реставрації.. 

## Галерея

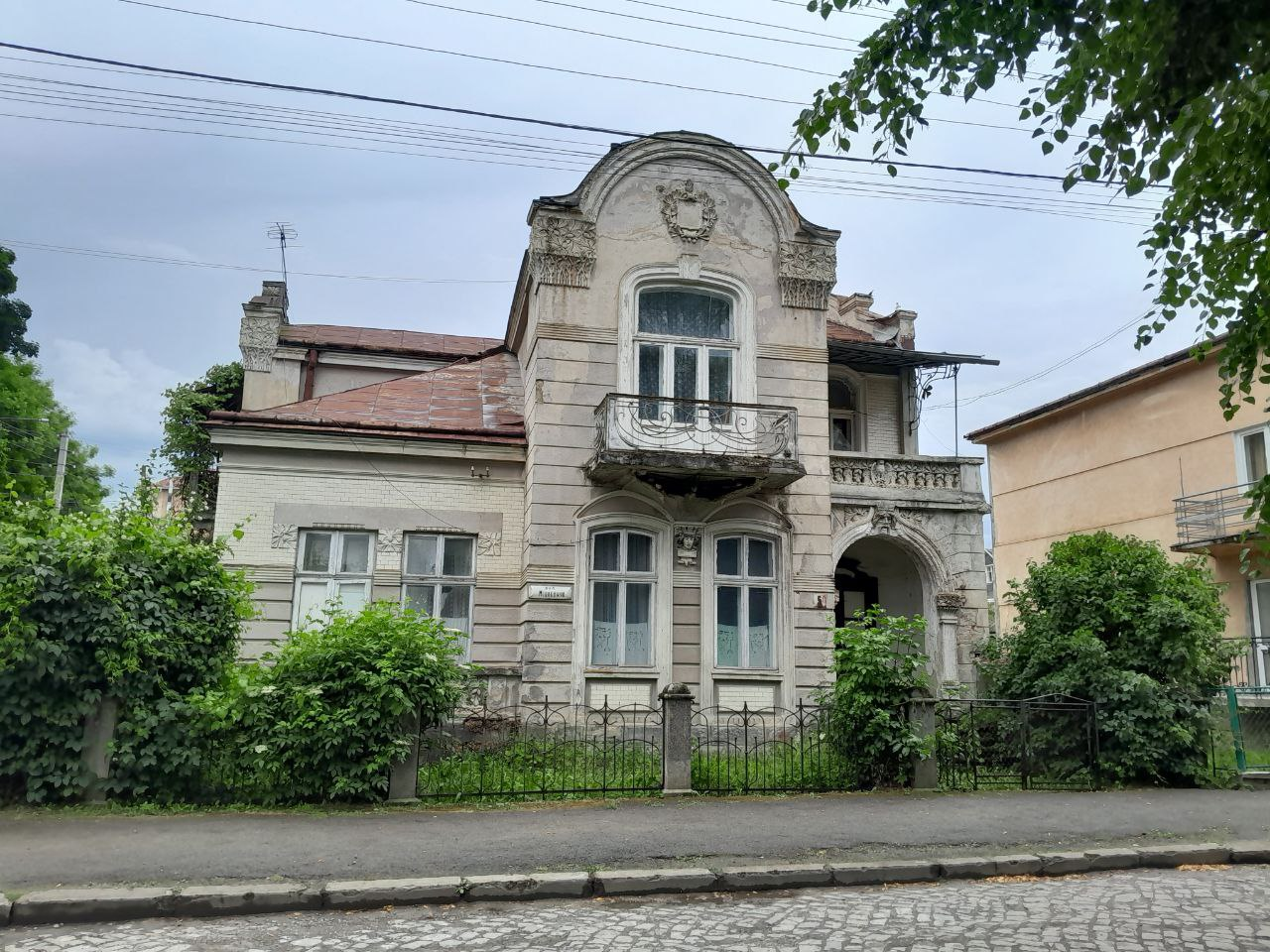
будинок з химерами
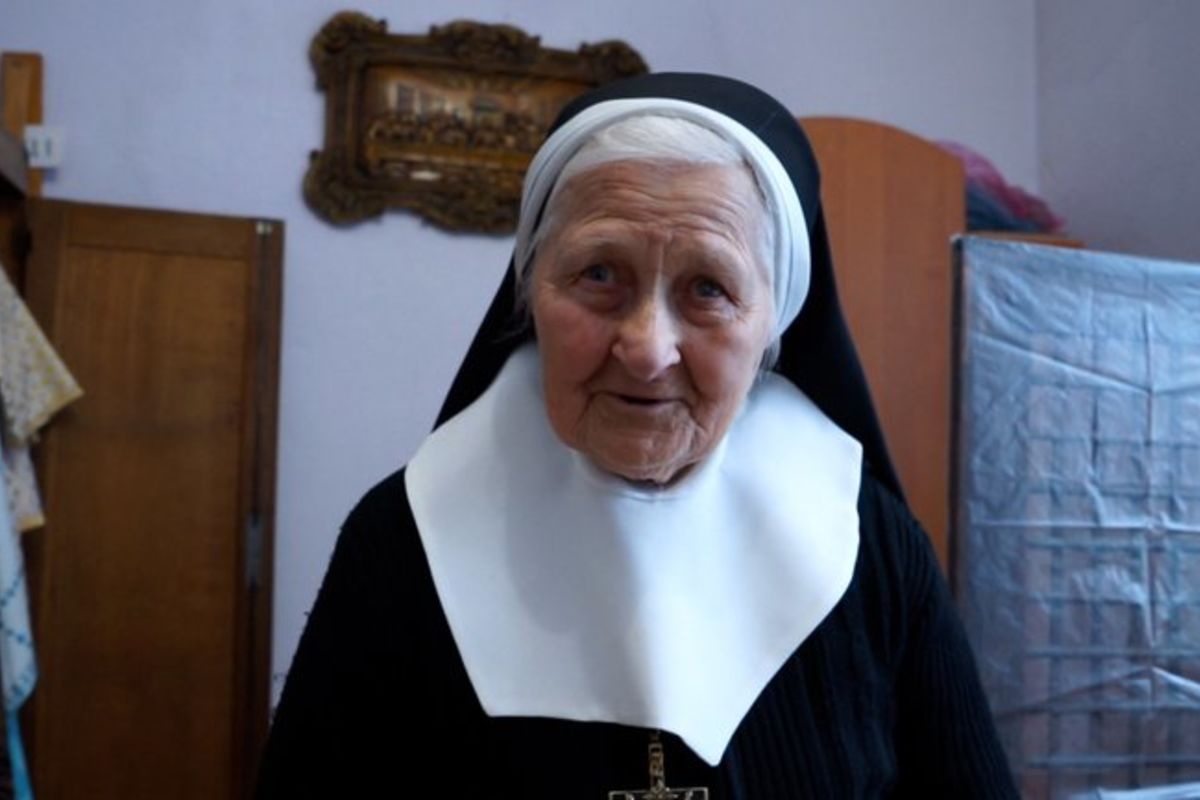
донька Аріадна
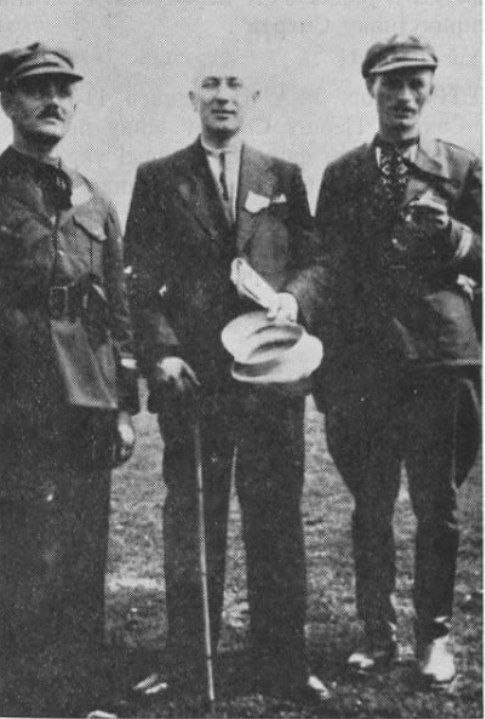
На фото: Дем'янчук, Николайчук, Ф. Борис